# Hellgrauer Labkrautspanner
Der Hellgraue Labkrautspanner (Epirrhoe molluginata), auch Graubrauner Labkraut-Blattspanner genannt, ist ein Schmetterling (Nachtfalter) aus der Familie der Spanner (Geometridae).

## Merkmale

### Falter
Die Flügelspannweite der Falter beträgt 23 bis 27 Millimeter. Die Grundfarbe der Vorderflügel variiert von hellgrau bis zu graubraun. Die Vorderflügel zeigen mehrere dunkle Querbinden, wobei die Mittelbinde in ihrer Breite und Intensität unterschiedlich ausgeprägt und auch durch ein weißliches Feld geteilt sein kann. Nahe dem Saum verläuft eine deutliche weiße Wellenlinie, die sich auf den hellgrauen Hinterflügeln fortsetzt. Auf Vorder- und Hinterflügeln sind schwärzliche Diskalflecke erkennbar.

### Raupe, Puppe
Erwachsene Raupen sind gelbgrau bis rotbraun gefärbt und zeigen eine dunkle Rückenlinie, die am vorderen und hinteren Ende besonders ausgeprägt ist. Im mittleren Bereich befinden sich v-förmige, weißliche, nach vorn gerichtete Rückenflecke.
Die Puppe hat eine hell gelbbraune Farbe.

## Geographische Verbreitung und Vorkommen
Der Hellgraue Labkrautspanner ist überwiegend im südlichen Mitteleuropa bis zum Kaukasus zu finden. Er fehlt in Nordeuropa. Die Art bewohnt verschiedene Lebensräume mit Labkrautbestand, bevorzugt aber bergiges Gelände.

## Lebensweise
Die Hauptflugzeit der Falter sind die Monate Mai bis Juli. Sie besuchen künstliche Lichtquellen. Die Raupen ernähren sich von verschiedenen Labkrautarten (Galium). Dazu zählen Wiesen-Labkraut (Galium mollugo) und Wald-Labkraut (Galium sylvaticum). Die Raupen verpuppen sich in einem leichten Gespinst an der Erde und überwintern als Puppe, die zuweilen zwei Winter überliegt.

## Gefährdung
Der Hellgrauer Labkrautspanner kommt in Deutschland in unterschiedlicher Anzahl vor, fehlt in einigen nördlichen und nordöstlichen Regionen, wird auf der Roten Liste gefährdeter Arten jedoch als nicht gefährdet geführt.